# Carlo Azeglio Ciampi
Carlo Azeglio Ciampi [kàrlo adzèljo čàmpi], italijanski književnik, častnik, pravnik, politik in bankir, * 9. december 1920, Livorno, † 16. september 2016, Rim.
Ciampi je bil v svoji karieri: Guverner Banke Italije (1978-1993), ministrski predsednik Italijanske republike (1993-1994), minister za finance Italijanske republike (1996-1999), predsednik Italijanske republike (1999-2006) in dosmrtni senator (2006-2016).